# Pedra do Letreiro
A Pedra do Letreiro é um sítio arqueológico localizado na zona rural do município de Quixeramobim.
O sítio é composto por 879 gravuras rupestres elaborados na superfície de uma rocha denominada gnaisse que, por sua vez, estão no leito de um riacho intermitente. O painel principal está localizado na parede de uma cachoeira. Também foram encontrados artefatos arqueológicos, como pilões fixos, mãos de pilão, círculos de pedra e lascas de quartzo.
A maioria das gravuras foi elaborada com as técnicas de picoteamento e polimento profundo através do processo de abrasão da rocha com sedimentos e água. Elas são de baixo-relevo com profundidade entre 0,5 a 1,0 cm, em sua maioria.

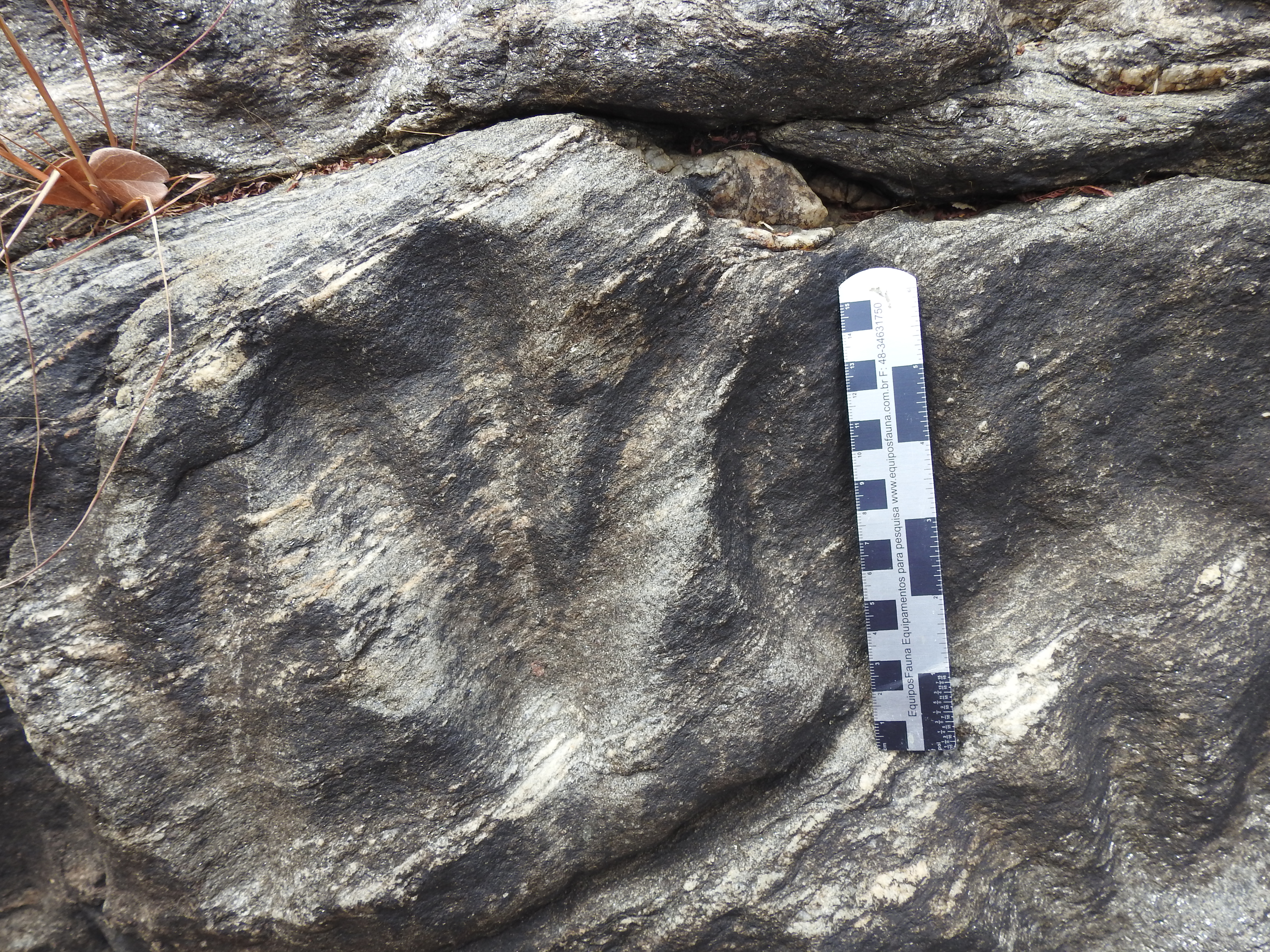
Gravura rupestre

As gravuras do sítio arqueológico pertencem à tradição Geométrica setentrional, especificamente à sub-tradição “Itacoatiara”, estas se caracterização pela quase inexistência de representações reconhecíveis.
Os autores dos grafismos, provavelmente, são povos indígenas Tarairiús.

## Estudos Científicos
Em 1971, os arqueólogos Milton Parnes e Alfredo de Souza do Centro de Informações Arqueológicas (CIA), do Rio de Janeiro, realizaram os primeiros levantamentos do sítio arqueológico.
Em 2009, a arqueóloga Marcélia Marques descreve sítios de arte rupestre do município de Quixeramobim, incluindo a Pedra do Letreiro.
Em 2019, o sítio arqueológico foi inserido como geossítio do projeto Geoparque Sertão Monumental.